# Кугель, Александр Рафаилович
Алекса́ндр Рафаи́лович Ку́гель (1864—1928) — русский и советский театральный критик, создатель театра «Кривое зеркало». Брат Ионы Кугеля.

## Биография
Родился в семье казённого раввина Рафаила Михайловича Кугеля и его жены Бальбаны Яковлевны. Окончил юридический факультет Санкт-Петербургского университета (1886). Публиковал театральные рецензии и фельетоны в «Петербургской газете», газетах «Русь», «День» и других; пользовался псевдонимами «Homo Novus», «Н. Негорев» и «Квидам». Часть опубликованных статей собрал в вышедшие отдельными изданиями книги «Без заглавия» (1890), «Под сенью конституции» (1907), «Театральные портреты» (1923, одна из первых советских публикаций о Надежде Плевицкой).
В 1897—1918 годах — главный редактор журнала «Театр и искусство».
Согласно характеристике, данной Кугелю Энциклопедией Брокгауза и Ефрона,

Будучи «старовером» в вопросах театра и считая самым существенным на сцене актёрскую «смелость, яркость и силу, то есть способность экспрессии и выразительности», Кугель горячо выступил в конце прошлого века против «символизма, декадентства и фантастических сказаний в театре», которые, по его мнению, «совершенно чужды и художественным вопросам вообще, и нашим национальным в особенности». Резко отрицательно относясь к «новым течениям» в театральной жизни, Кугель является, вместе с тем, одним из самых выдержанных идейных противников московского Художественного театра.

В некоторых источниках указывается:

Кугель, остроумный и язвительный критик, был последовательным сторонником актёрского театра и непримиримым борцом с «режиссёрским засильем». Он не принимал режиссуры в принципе — будь то реалистическая эстетика МХТ или поиски Мейерхольда в области формы.

Но это неточные тенденциозные взгляды. Кугель неоднократно высоко оценивал некоторые стороны деятельности МХТ и Мейерхольда. Но преобладание самодовлеющей театральности, всевластие режиссёров «нового театра» вызывали опасения Кугеля. По мнению критика это может привести к кризису театрального искусства. В конце XX века эти опасения оправдались. Тем не менее, Кугель считал, что в будущем театр выйдет обновленным из драматических коллизий художественных процессов (глава «В. Э. Мейерхольд» в книге «Профили театра»).

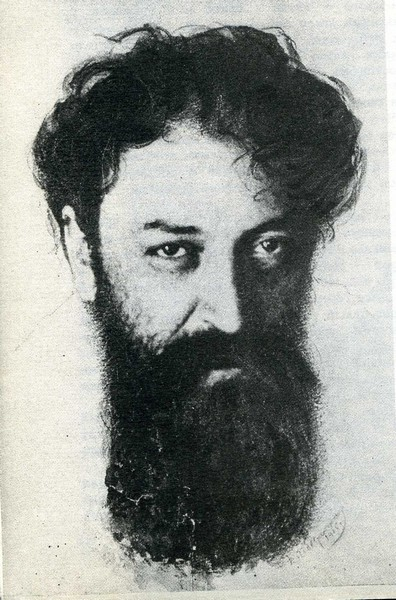
Портрет работы П. Лебединского, 1915

Свои взгляды на театральное искусство Кугель предполагал систематизировать в серии книг, однако их подготовку прервали Первая мировая война и последовавший революционный период, так что Кугель успел выпустить только книгу «Утверждение театра» (1923).
В 1908 году вместе с женой, актрисой Зинаидой Холмской, основал театр пародий «Кривое зеркало», который начинал свою работу как кабаре. Руководил театром до его закрытия в 1918 году, сотрудничал с Николаем Евреиновым (в том числе при постановке массового театрализованного представление «Взятие Зимнего 7 ноября 1920 года»), Александром Измайловым, Тэффи и др. В 1922 году предпринял попытку восстановить театр и работал с возобновлённым «Кривым зеркалом» до смерти. Автор пьесы «Николай I и декабристы» (1926).
Выпустил мемуарные книги «Литературные воспоминания (1882—1896)» (1923) и «Листья с дерева. Воспоминания» (1926, охватывают период 1896—1908 годов).

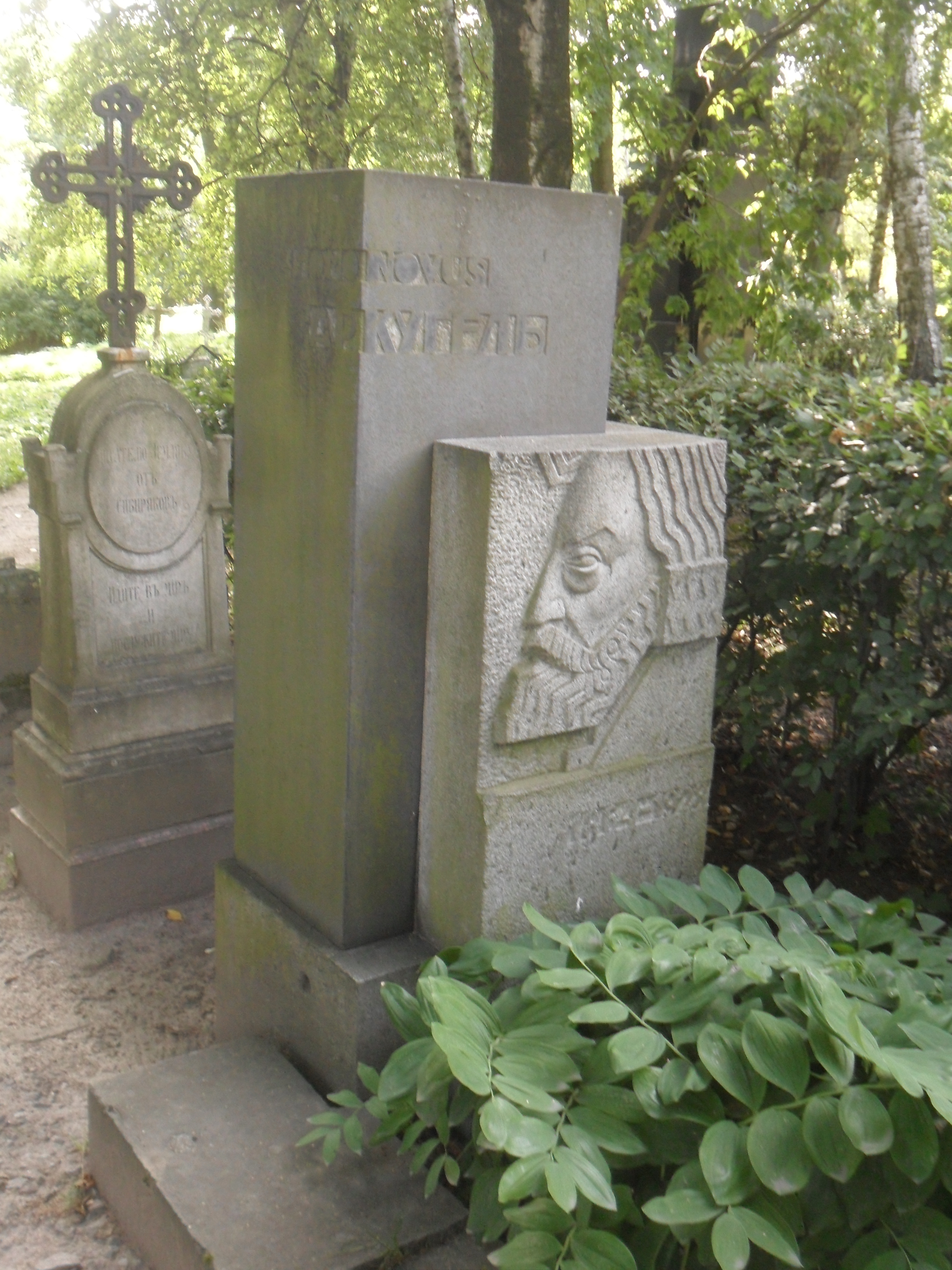
Могила Кугеля на Литераторских мостках в Санкт-Петербурге

Скончался 6 октября 1928 года

## Память
В 2002 году «Театральное товарищество 814» стало учредителем нового конкурса для театральных критиков. Победителям конкурса вручается Премия имени Александра Кугеля.

### Избранные труды
- Кугель А. Р. Литературные воспоминания (1882—1896). — Пг.; М., 1923. — 173 с.
- Кугель А. Р. Профили театра / Под. ред. А. В. Луначарского, предисл. А. В. Луначарского, примеч. И. С. Туркельтауба. — М.: Теакинопечать, 1929. — 276 с.
- Кугель А. Р. Театральные портреты / Вступит. ст. и примеч. М. О. Янковского. — Л.: Искусство, 1967. — 382 с.